# Dianella nervosa
Dianella nervosa är en grästrädsväxtart som beskrevs av Rodney John Francis Henderson. Dianella nervosa ingår i släktet Dianella och familjen grästrädsväxter. Inga underarter finns listade i Catalogue of Life.